# Enzo Cerusico
Enzo Cerusico (* 22. Oktober 1939 in Rom; † 26. November 1991 ebenda) war ein italienischer Schauspieler.

## Leben
Der Sohn des Filmproduktionsleiters Fernando Cerusico kam schon früh in Kontakt mit der Filmwelt und spielte zwischen 1948 (er war damals acht Jahre alt) bis 1953 eine erkleckliche Anzahl von Kinderrollen, darunter welche neben Vittorio de Sica (wie in seinem Debüt) oder unter Alessandro Blasetti und Goffredo Alessandrini. 1957, nach und auch noch während Schauspielunterricht bei Alessandro Fersen, begann Cerusico seine Erwachsenenkarriere auf der Bühne, wo er vor allem 1967 am „Teatro Sistina“ in Mea Patacca reüssierte.
Seine Filmkarriere war bereits um 1960 wieder in Fahrt gekommen; in zahlreichen Abenteuer- und auch Sandalenfilmen, seltener in zeitgenössischem Umfeld, spielte er jugendlich-forsche Helden. Diesem Rollenklischee entsprachen auch seine Fernsehrollen, die allerdings meist komödiantisch angelegt waren: Neben Graziella (1961), Rossella (1962) und I grandi camaleonti (1964) waren es David Copperfield (von Anton Giulio Majano, 1965) und Il circolo Pickwick (von Ugo Gregoretti, 1966), die sein Image prägten, mit dem der „gutaussehende Darsteller mit bemerkenswerter Interaktion und milden bis spontaner Aussprache“ durch seinen Theatererfolg auch zu einem Vertrag mit dem US-amerikanischen Fernsehsender NBC kam. 1968 spielte er eine Gastrolle in der Fernsehserie The Danny Thomas Hour und führte die dort gespielte Figur, „Tony Novello“, in einer eigenen Serie My Friend Tony neben dem von James Whitmore dargestellten Professor Woodruff in 16 Episoden weiter.
1971 kehrte Cerusico nach Italien zurück und drehte bis 1976 weitere Filme, mehrfach unter Dario Argento und darunter eine Filmversion seines Meo Patacca-Erfolges, und hernach weiter für das Fernsehen. Nach 1986, als er die Miniserie L'uomo che parlava ai cavalli abgedreht hatte, trat er nicht mehr öffentlich auf – sein Privatleben hatte der Darsteller immer sehr bedeckt gehalten. So gab es auch um das Datum seines frühen Todes (aufgrund eines Rückenmarktumors) Fragen.

## Filmografie (Auswahl)
- 1948: Cuore
- 1952: Engel aus der Kellerwohnung (Gli angeli del quartiere)
- 1960: Der Bucklige von Rom (Il gobbo)
- 1960: Das süße Leben (La dolce vita)
- 1961: Romulus und Remus (Romolo e Remo)
- 1961: Das Spukschloß in der Via Veneto (Fantasmi a Roma)
- 1962: Cartouche, der Bandit (Cartouche)
- 1962: Einer gegen Sieben (Duello nella Sila)
- 1963: Herkules, Samson und Odysseus (Ercole sfida Sansone)
- 1964: Blutige Seide (Sei donne per l’assassino)
- 1964: I grandi camaleonti (Fernseh-Miniserie)
- 1966: David Copperfield (Fernseh-Miniserie)
- 1966: Siebzehn Jahr, blondes Haar
- 1968: Faustina
- 1969: My Friend Tony (Fernsehserie, 16 Folgen)
- 1972: Das Geheimnis des gelben Grabes (L'Etrusco uccide ancora)
- 1973: Betrachten wir die Angelegenheit als abgeschlossen (No, il caso è felicemente risolto)
- 1973: Die Halunken (Le cinque giornate)
- 1975: Zorro
- 1979: Entschuldigen Sie, sind Sie normal' (Scusi, lei è normale?)
- 1982: Giuseppe Verdi – Eine italienische Legende (Verdi) (Fernseh-Miniserie)
- 1987: Der Schatz im All (L’isola del tesoro) (Fernseh-Miniserie)